# Umbra prochazkai
Espèce
Umbra prochazkai est une espèce éteinte de poissons à nageoires rayonnées de la famille des Umbridae.

## Distribution et époque
Cet umbre a été découvert à České Středohoří, en République tchèque. Il vivait à l'époque de l'Oligocène.

## Taxinomie
Cette espèce a été décrite pour la première fois en 1978 par la naturaliste Naděžda Obrhelová.